# 梅拉尼娅·特朗普
梅蘭妮亞·川普（英語：Melania Trump，原名梅拉尼娅·克纳夫斯，德语化名为梅拉尼娅·克瑙斯（德語：Melania Knauss），1970年4月26日—），美籍斯洛文尼亚裔模特兒、商人，是45、47任美国总统唐纳德·特朗普的第三任妻子，现任美国第一夫人。她是第一位通过归化入籍美国的第一夫人，也是美国历史上第二位外國出生的第一夫人（第一位是约翰·昆西·亚当斯的夫人路易莎·亞當斯，1775年出生於英國倫敦）。由於丈夫川普是美國歷史上第二位達成兩個不連續任期的美國總統，她也隨之成為繼弗朗西斯·克利夫兰之後第二位兩次任期不連續的第一夫人。

## 早年生活

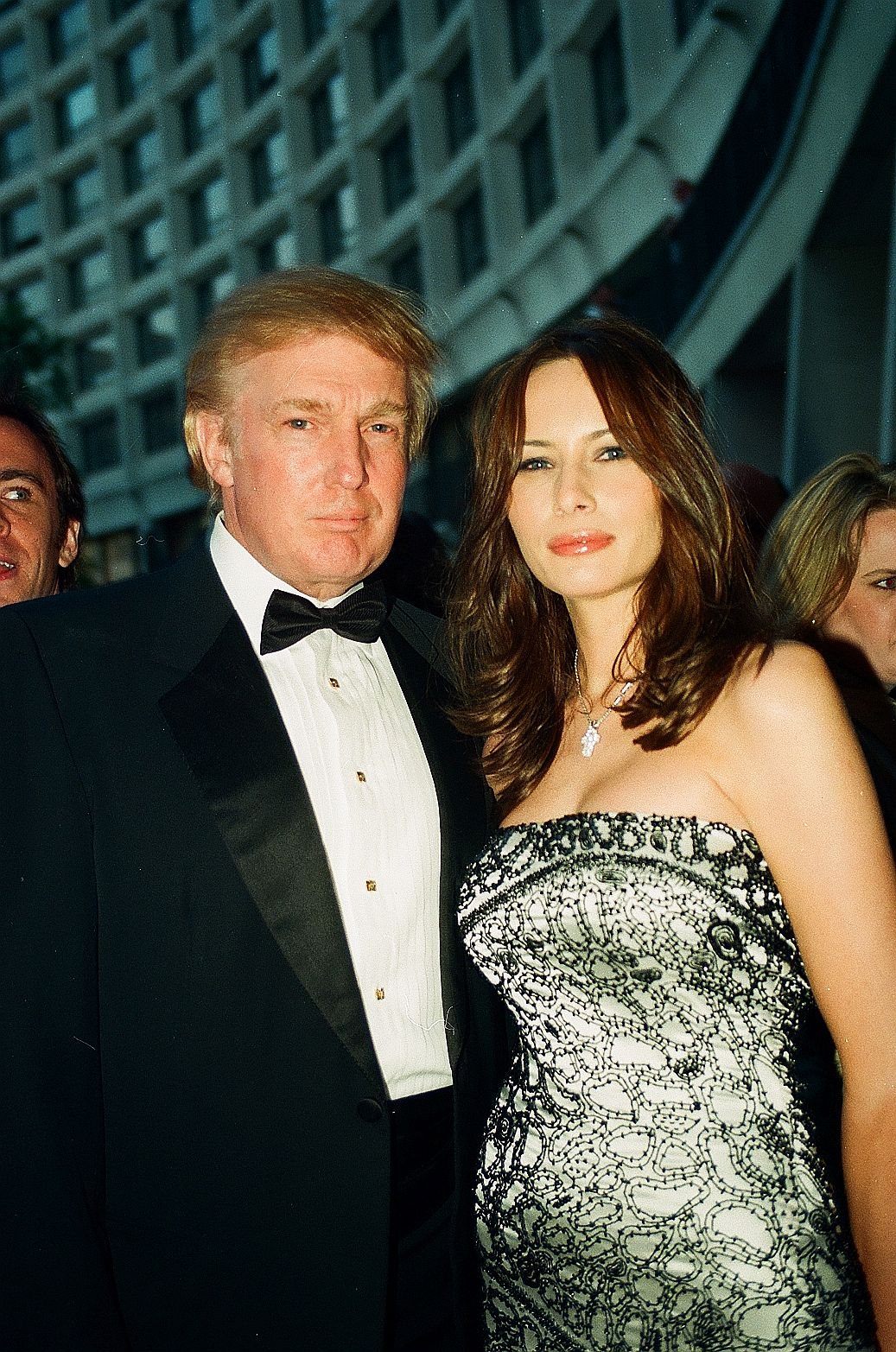
唐纳德·特朗普和梅蘭妮亞（1999年）

梅蘭妮亞1970年出生於南斯拉夫聯邦斯洛維尼亞社會主義共和國，高中时学习设计和摄影，曾在盧比安納大學修讀建築學。她16岁就开始商业模特工作，18岁在意大利米兰注册了模特经纪人。1992年获得Jana杂志“年度之脸”大赛第二名。她在卢布尔雅那大学学习一年后退学，在米兰和巴黎继续模特事业，1996年移居纽约。她会说六种语言：斯洛維尼亚语（母语）、英语、法语、意大利语、德语、塞尔维亚-克罗地亚语。

## 婚姻与家庭
2004年4月26日，在梅拉尼娅生日那天，特朗普正要前往参加Met Gala ，向她求婚。他认为自己更想要结婚，而梅拉尼娅並覺得一定要结婚，他覺得她對他過去幾年的成功產生了影響。她順利地簽署签署了婚前协议。婚礼前几个月，梅拉尼娅和安娜·温图尔以及安德烈·莱昂·塔利一起去巴黎找婚纱，梅拉尼娅决定穿约翰·加利亚诺的婚纱。婚礼前几天，她穿着婚纱登上了《Vogue》杂志的封面。 2005年1月22日，特朗普与梅拉尼娅在佛罗里达州棕榈滩的贝塞斯达海边教堂结婚。婚礼结束后，在特朗普的海湖庄园宴会厅举行了招待会，梅拉尼娅和普雷斯顿·贝利共同策划了婚礼。许多名人出席了婚礼，包括音乐家、运动员、媒体高管和电视名人。她有一位伴娘，是她的妹妹伊内斯，她搬到了纽约，这样他们就可以更近一些。梅拉尼娅和她的策划人安排了婚礼的所有细节。她让唐纳德对婚礼做出决定，但她拒绝了他关于在NBC上播出婚礼的建议。 

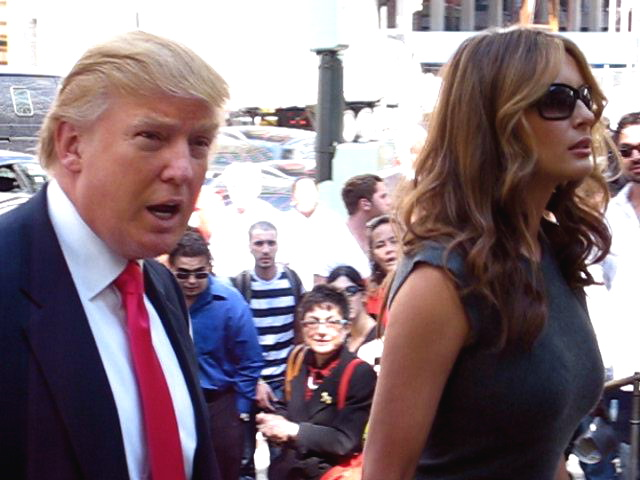
2006 年，唐纳德·特朗普和梅拉尼娅·特朗普

2006年3月20日生下她與特朗普的兒子巴倫·威廉·特朗普（Barron William Trump），梅拉尼娅选择了儿子的中间名，而特朗普选择了他的名字。特朗普此前曾使用巴伦作为假名，当时他假扮自己的公关代理人。巴伦出生后，梅拉尼娅积极参与他的生活，因此与丈夫一起出席活动的时间较少。
2006年7月28日成为美国公民。随后，她通过“连锁移民”程序为父母担保移民，但这一程序后来遭到她丈夫的反复批评。梅拉尼娅和巴伦拥有美国和斯洛文尼亚双重国籍。 她大部分时间都待在特朗普的住所，除了父母和儿子，她很少有同伴。
2009年，她将自己的名字“梅拉尼娅”注册为珠宝品牌，在QVC上销售较便宜的珠宝首饰。2011 年，梅拉尼娅随后开发了一系列注入鱼子酱的护肤产品，并成立了 Melania Marks Skincare 品牌。但该品牌从未上市。由于销售这些产品的公司 New Sunshine 经历了管理变革并宣布合同无效，这引发了一场法律诉讼。该公司指控一名高管与特朗普家族达成了私下协议，因为他是特朗普家族的朋友。该案最终判决梅拉尼娅胜诉，她应得的赔偿金额庭外和解。她最初起诉该公司，要求赔偿5000万美元的收入损失。

## 唐纳德·特朗普2016年总统竞选

### 竞选期间的个人生活
梅拉尼娅在其丈夫特朗普欲参加2016年总统大选时告诉他“要么行动起来，要么就别再谈论这件事了。”在特朗普的竞选活动开始时，梅拉尼娅向他明确表示，她不会迫于压力参加竞选活动，她只会在自己想露面时才露面。随后，她在竞选活动中扮演的角色相对较小，自20世纪初以来，总统候选人的配偶通常都不会出席竞选活动。她解释自己缺席的原因时说，要留在家里照顾儿子巴伦。尽管如此，竞选活动还是改变了她的日常生活，因为她出行时必须考虑安全安排，而且不能实时在网上发布自己的活动。她曾经是Instagram和Twitter的高活跃用户，但在竞选活动开始时，她在社交媒体账户上的活跃程度就没那么高了。
尽管许多人都怀疑特朗普当选总统的可能性，但梅拉尼娅却相信他会获胜。与特朗普的顾问不同，梅拉尼娅鼓励他听从自己的直觉，说他认为该说的话，但她不喜欢他使用粗俗的语言。她在家里密切分析了竞选活动，跟踪民意调查并观察丈夫如何与对手互动。

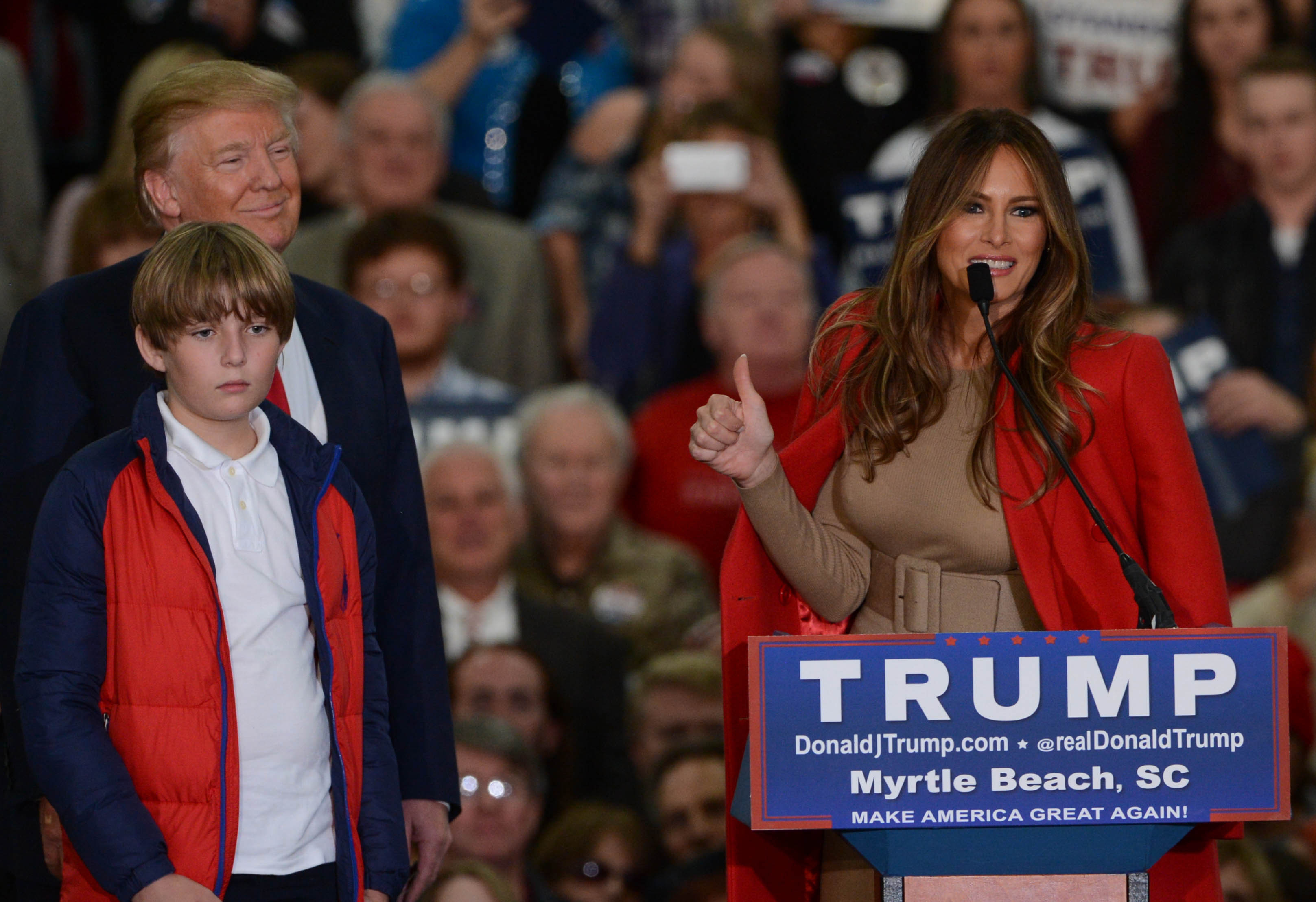
2015年11月，梅拉尼娅·特朗普与唐纳德·特朗普和儿子巴伦一起出席竞选活动

## 美国第一夫人第一任期（2017年─2021年）

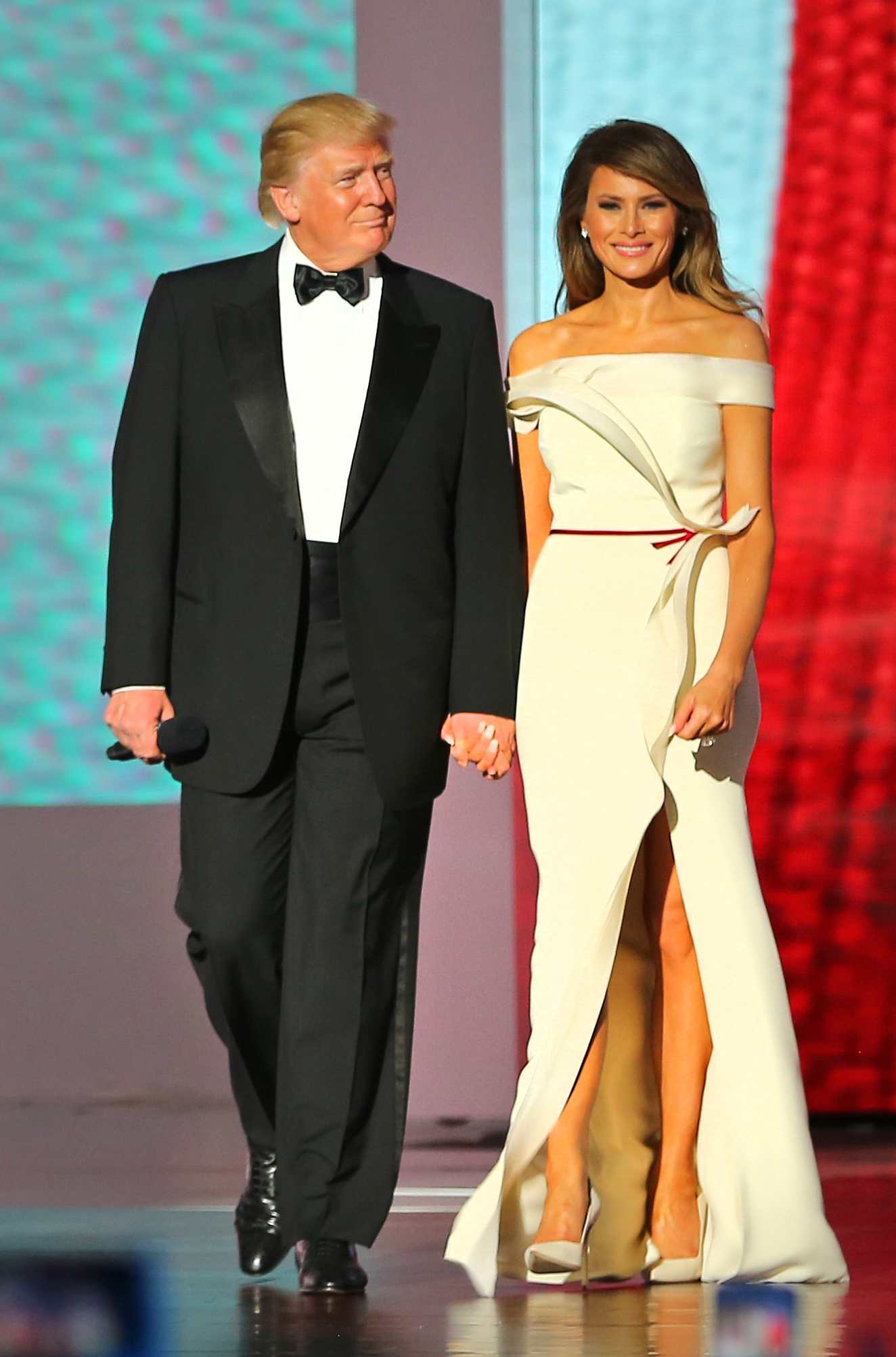
2017年1月20日，梅拉尼娅·特朗普与唐纳德·特朗普出席自由舞会

梅拉尼娅是继出生于英国的路易莎·亚当斯之后，第二位获得第一夫人头衔的在外国出生女性，她也是第一位获得这一头衔的入籍美国公民。她曾表示，除了母语斯洛文尼亚语外，她还会说英语、意大利语、法语和德语，但在公开场合她只说英语和斯洛文尼亚语。继杰奎琳·肯尼迪之后，她也是美国第二位天主教第一夫人。
梅拉尼娅第一次受到公众的关注是在2017年5月特朗普夫妇访问以色列时发生的一起事件。特朗普与以色列总理本雅明·内塔尼亚胡同行时忘记了梅拉尼娅在他身边，她落在了队伍的后面。当他伸手去抓住她的手时，她感到很丢脸，拍开了他的手。这是媒体第一次在报道梅拉尼娅时注意到她的独立性。

### 白宫生活

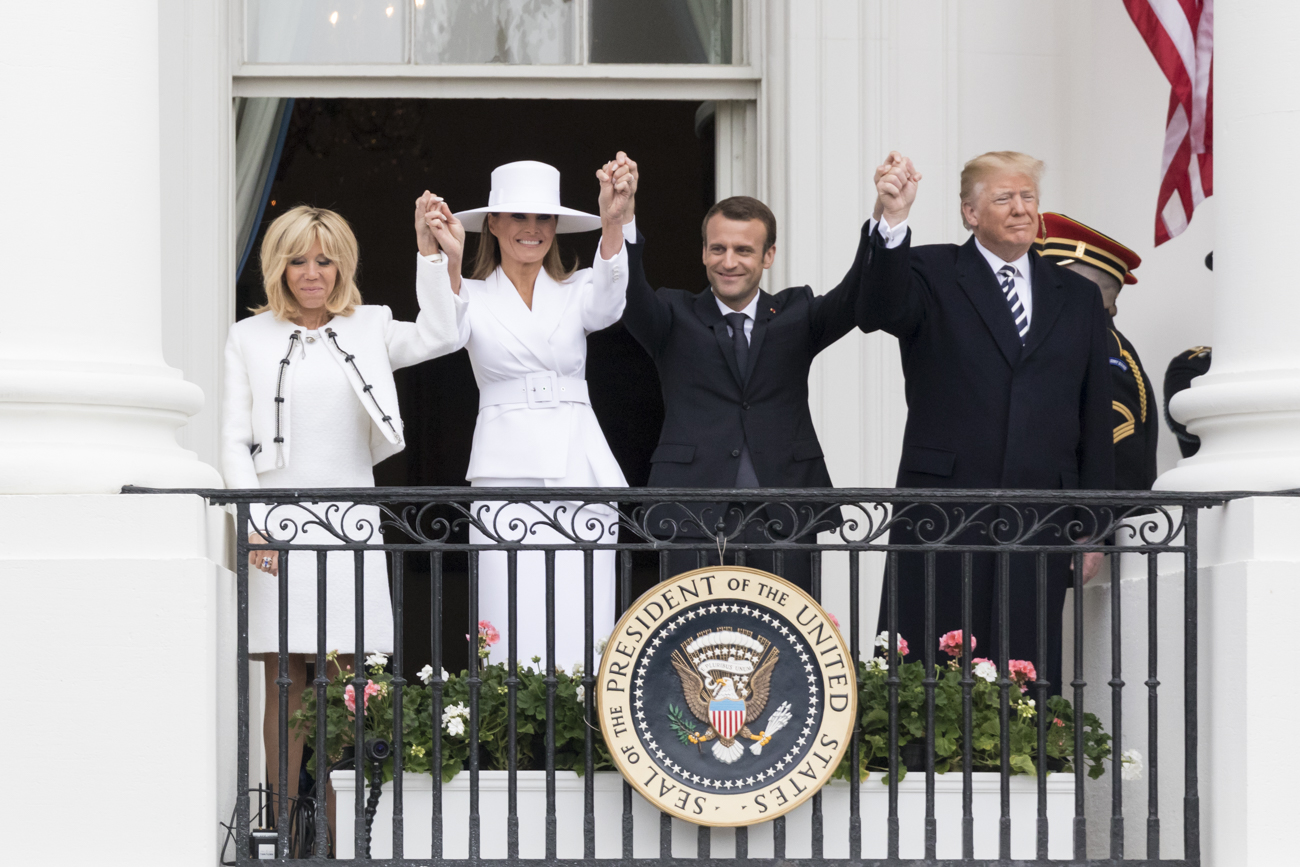
从左到右：布丽吉特·马克龙、梅拉尼娅·特朗普、埃马纽埃尔·马克龙、唐纳德·特朗普

2017年6月11日，梅拉尼娅和儿子巴伦搬进白宫。就像他们婚后一样，梅拉尼娅和特朗普选择分房睡。上任第一年，梅拉尼娅只发表了 8 次演讲。她没有频繁公开露面，而是通过影片传达自己的活动。2017 年，梅拉尼娅作为第一夫人大多在曼哈顿和华盛顿露面，她通常谈论妇女和儿童问题。

### 政治影响

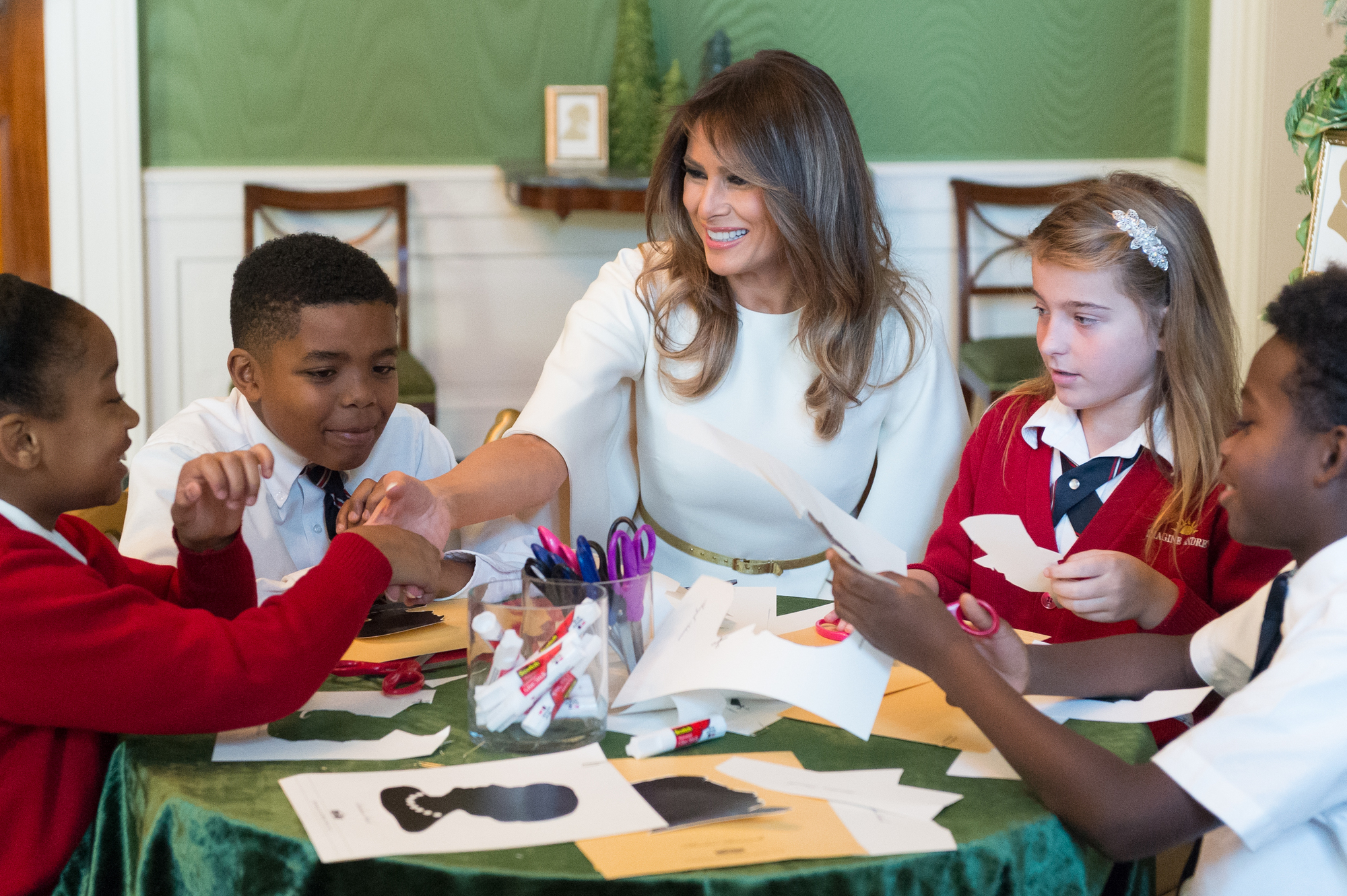
2017年，梅拉尼娅·特朗普在圣诞节活动中与孩子们在一起；儿童福利是梅拉尼娅最关心的问题之一。

梅拉尼娅是唯一一个没有受到特朗普对白宫周围人的批评和不信任的人。特朗普高度重视她的意见，当她发表意见时，特朗普经常表示赞同。梅拉尼娅认为，她作为第一夫人的职责不是自行发表政策立场，而是就特朗普的政策向他提供建议。她是特朗普周围唯一一个可以直接批评他而不受任何影响的人。特朗普经常就他正在考虑的问题或与他互动的人征求她的意见，当她不在同一个房间时，特朗普会打电话给她。

#### 做最好的自己运动

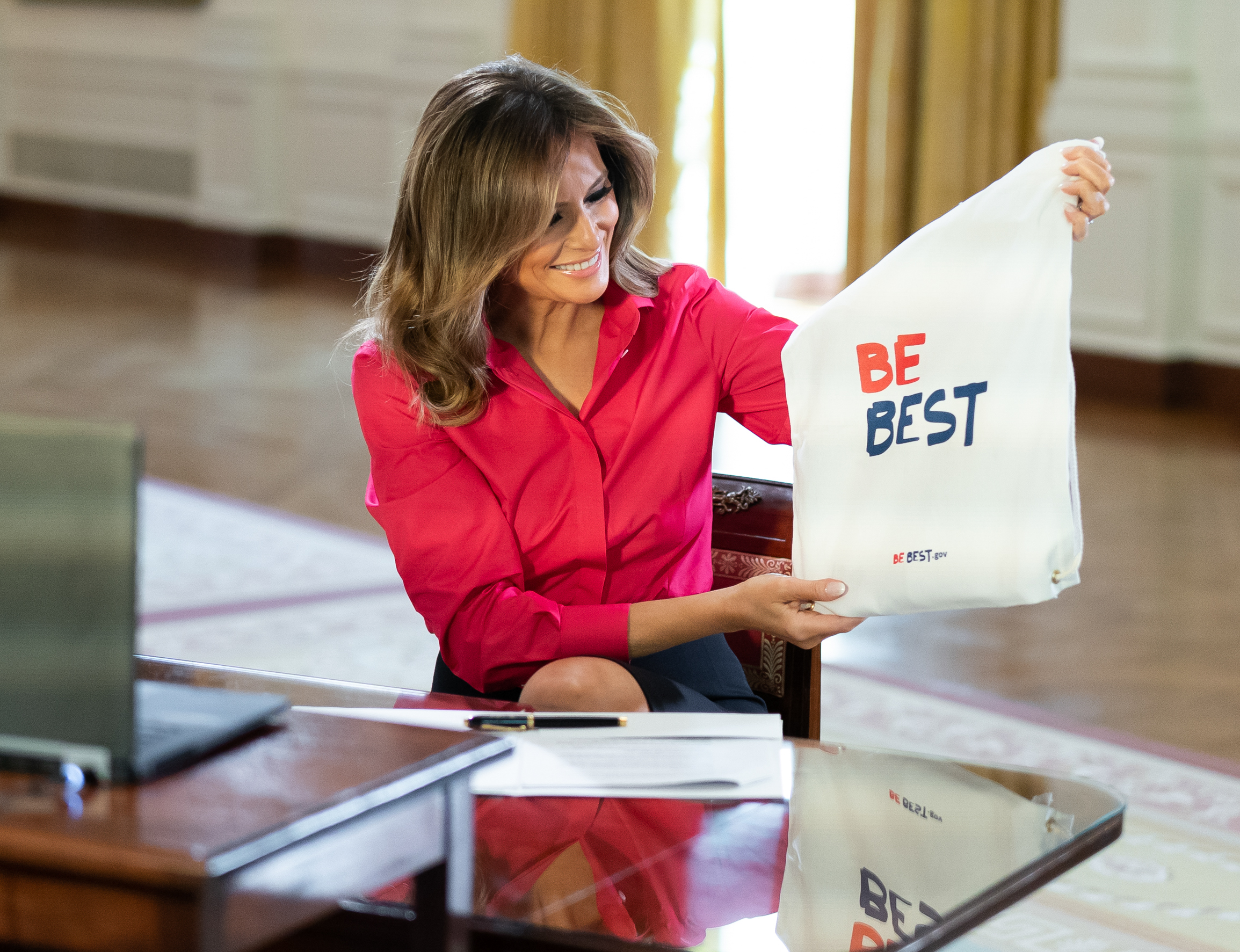
梅拉尼娅·特朗普庆祝“Be Best”运动发起两周年

2018年5月7日，梅拉尼娅在白宫玫瑰园举行新闻发布会，宣布她作为第一夫人将正式发起“做最好的自己”（Be Best）宣传运动，该运动旨在支持儿童福利、反对网络欺凌和防止阿片类药物滥用。该倡议的名称因其语法结构受到一些媒体的调侃。“做最好的自己”并没有像前几任第一夫人那样创建新的项目，而是推广了现有的致力于这一事业的倡议和组织，但公众对该倡议的认知度仍然很低，人们经常将其仅仅视为一场反网络欺凌运动。

#### 家庭分离政策
梅拉尼娅公开批评丈夫2018年在美墨边境拒绝庇护的“零容忍”政策，导致儿童与父母分离。她的官方立场是，她不愿看到家庭分离，并希望移民改革取得成功。在公众视线之外，她向总统明确表示反对，并影响特朗普决定结束这一政策。

#### 新冠疫情与2020年总统竞选

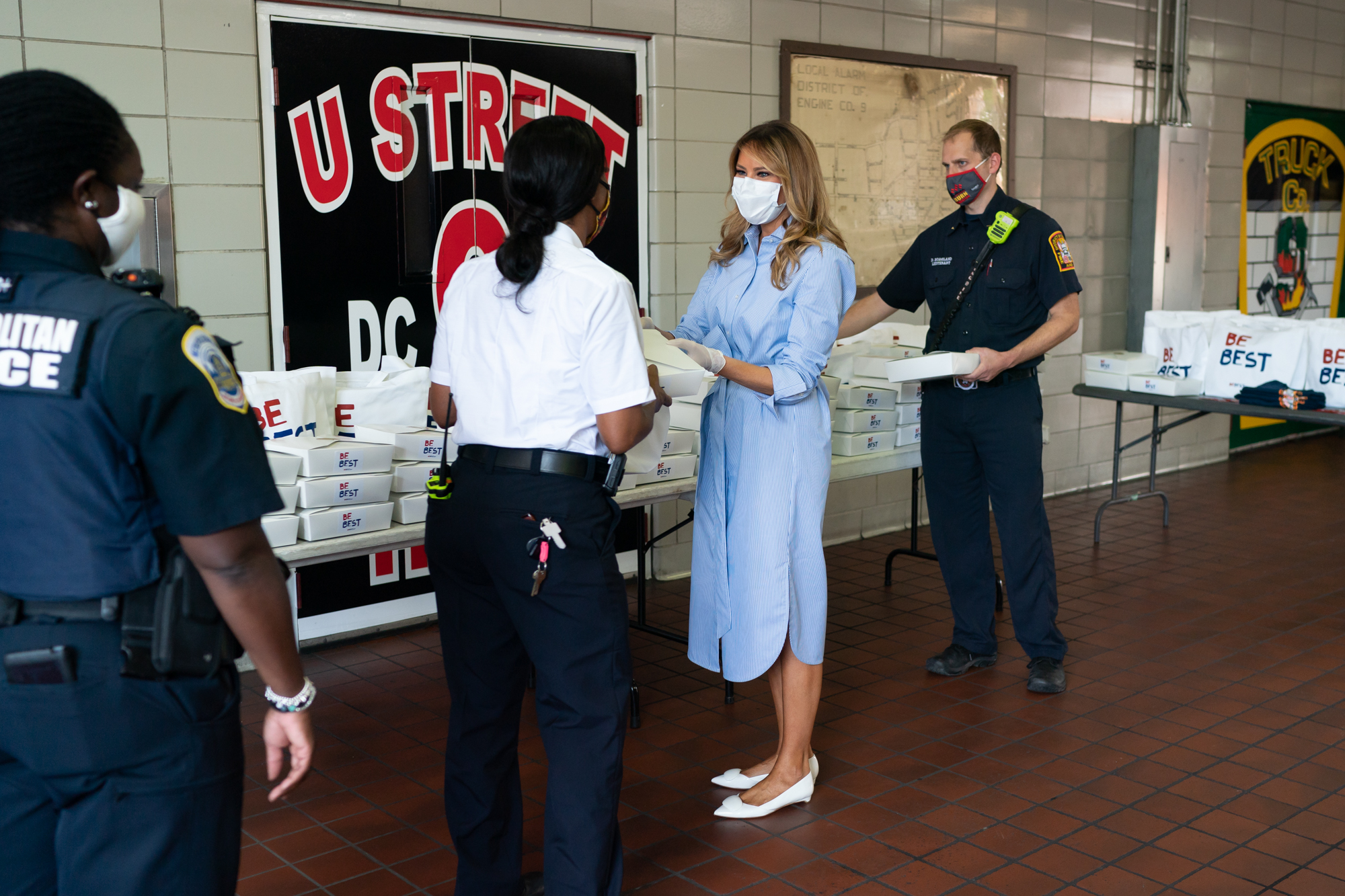
梅拉尼娅·特朗普在新冠肺炎疫情期间与急救人员在一起

2020年4月，梅拉尼娅对团队进行了重大改组，为丈夫的连任竞选做准备。她任命玛西娅·李·凯利为高级顾问，艾玛·道尔为政策顾问。梅拉尼娅的幕僚长林赛·雷诺兹被免职，她的职责由梅拉尼娅的通讯主管斯蒂芬妮·格里沙姆接任。梅拉尼娅在2020年总统大选期间积极为丈夫竞选，这与她在2016年的活动形成了鲜明对比。
新冠疫情爆发时，梅拉尼娅因推广白宫翻修项目而受到批评。新冠疫情封锁开始后，她更加认真地对待这个话题，利用自己的推特账户鼓励人们在疫情期间保持社交距离，并宣传官方的医疗建议。她发布的大部分内容与丈夫发布的内容直接矛盾，因为他不鼓励许多建议的做法。
尽管特朗普在2020年大选中落败，梅拉尼娅在任期结束时还是支持了特朗普的声明，即他是合法的选举获胜者。在白宫的最后几个月，她不再去东翼的办公室，而是留在白宫官邸。她此时的重点是收集她在任期间监督的装饰和翻修的相册。1月6日国会山骚乱发生时，梅拉尼娅正在管理白宫摄影工作，当时她没有发表评论。她后来说，如果她“完全了解所有细节”，她会发表评论。她的通讯主管斯蒂芬妮·格里沙姆后来表示，她曾给梅拉尼娅发短信，要求她发表声明谴责暴力行为，但在她没有这样做之后，她宣布辞职了。1月18日，梅拉尼娅发布了告别視像，呼吁美国人民坚持她“做最好的自己”运动的原则。她没有联系即将上任的第一夫人吉尔·拜登来作出过渡安排，也没有安排她参观白宫。不过，她遵循了给即将上任的第一夫人留下一封信的传统。

## 过渡时期（2021年-2025年）
特朗普夫妇离开白宫后，梅拉尼娅回到了海湖庄园，在那里她又可以避开公众的关注。
2023年11月，梅拉尼娅参加了前第一夫人罗莎琳·卡特的追悼会。
在其丈夫特朗普参加2024年总统大选期间，梅拉尼娅一直没有出现在公众视野中，她的竞选活动仅限于为“小木屋共和党”举办的两次筹款活动。2024年7月，在其丈夫特朗普遇刺后发表声明，并出席了2024年共和党全国代表大会，她的知名度进一步提高，但她拒绝了在活动上发言的邀请，成为自芭芭拉·布什开创这一传统以来，第一位不在大会上发言的候选人配偶。特朗普于2024年11月5日赢得大选。在特朗普就任美国总统前夕，梅拉尼娅在特朗普币首次亮相后，也推出了自己的加密货币——梅拉尼娅币。

## 美国第一夫人第二任期（2025年-至今）

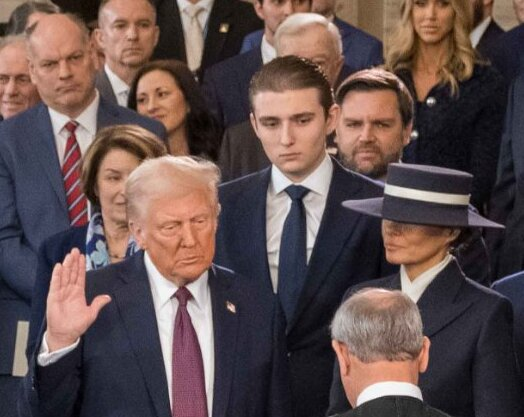
2025年1月20日，梅拉尼娅的丈夫唐纳德·特朗普在梅拉尼娅的见证下宣誓就职。

2025年1月20日，在美国第60届总统就职典礼上，梅拉尼娅成为继弗朗西斯·克利夫兰之后第二位非连续两次担任第一夫人的第一夫人。
在梅拉尼娅第二次担任第一夫人的最初几天，她陪同特朗普总统前往2024年9月遭受飓风海伦袭击的北卡罗来纳州部分地区，并前往南加州监督2025年1月南加州山火的救援进展。2025年2月，梅拉尼娅宣布白宫的公众参观将于当月25日恢复。2025年3月3日，梅拉尼娅作为本届第一夫人首次单独露面，出席了在国会山举行的关于“删除法案”的圆桌讨论会。不久之后，《拆除法案》在美国参议院获得一致通过。2025年4月，梅拉尼娅在年度国际妇女勇气奖颁奖典礼上向获奖者致敬，并重新开放了白宫花园的游览，花园里鲜花初绽。

## 形象
与前几任第一夫人一样，梅拉尼娅的时尚穿搭也受到了严格审查，尤其是那些昂贵的服装遭到批评。与其他第一夫人相比，她的时尚穿搭受到了更多的批评，因为她过去是一名时装模特，而且嫁给了一位亿万富翁。在准备演讲时，她更注重自己的外表，而不是内容和表达方式，她的工作人员认为这影响了她宣传事业的能力。尽管她在时尚方面经验丰富，但她不喜欢新闻报道她作为第一夫人时把时尚放在如此重要的位置。
梅拉尼娅在美国公众眼中是第一位外国第一夫人。另一位在美国以外出生的第一夫人的父亲是美国人。有一位斯洛文尼亚出生的女性担任美国第一夫人，成为斯洛文尼亚的民族骄傲，让这个国家在世界舞台上获得了认可感。梅拉尼娅的家乡塞夫尼察以她为中心发展了一个小型旅游业，在她担任第一夫人期间，以梅拉尼娅为主题的商品很常见。这些商品从未使用过梅拉尼娅的全名，而是用“第一夫人”或“M”代替，因为她要保护自己的人格权。

## 争议
在2016年美國總統大選期間，梅蘭妮亞曾被曝學歷造假，指當年該大學該專業獲得學位的名單中並無她的名字。梅拉尼婭隨後刪除了這一「2012年創建的有爭議」的個人訊息網頁，並稱是因為「它不能準確地反應我當前的事業發展」。在2016年6月18日共和黨全國大會第一天，梅蘭妮亞作為準總統候選人妻子發表演講，當晚也被指出其中多處涉嫌抄襲美國第一夫人蜜雪兒·奧巴馬在2008年民主黨全國大會上的發言；兩天後，自稱講稿撰稿人的 Meredith Mclver 發布聲明，表示是自己失誤造成。
梅蘭妮亞於1996年持H-1B簽證來到美國。2016年2月，她在訪問中說：「我每隔幾個月便回國 - 斯洛文尼亞，去為签证蓋章。我回來，我申請綠卡，然後申請做公民，我遵守規則。」但是記者質疑，如當時候她持有的签证屬於遊客類別，她不能於逗留其間在美國工作（1995年拍攝模特兒照片）；律師則指出，如她持有「出色才能」類別的簽證，她不用定期回國為簽證蓋章。根據Max雜誌前編輯Marc Dolisi的說法，該照片在1995年底拍攝，亦有報導指：她早期在美國是免費拍照，未收酬金。

## 外部連結
- White House website （页面存档备份，存于）
- Official website (archived March 1, 2012)
- 梅拉尼娅·特朗普於模特兒目錄（Fashion Model Directory）的相關資料
- 梅拉尼娅·特朗普在互联网电影资料库（IMDb）上的資料（英文）
- C-SPAN內的頁面（英文）

| 榮銜                 | 榮銜                        | 榮銜             |
| -------------------- | --------------------------- | ---------------- |
| 前任： 吉尔·拜登     | 美国第一夫人 2025年－       | 現任             |
| 前任： 米歇爾·奧巴馬 | 美國第一夫人 2017年－2021年 | 繼任： 吉兒·拜登 |